# Jan Sonjé

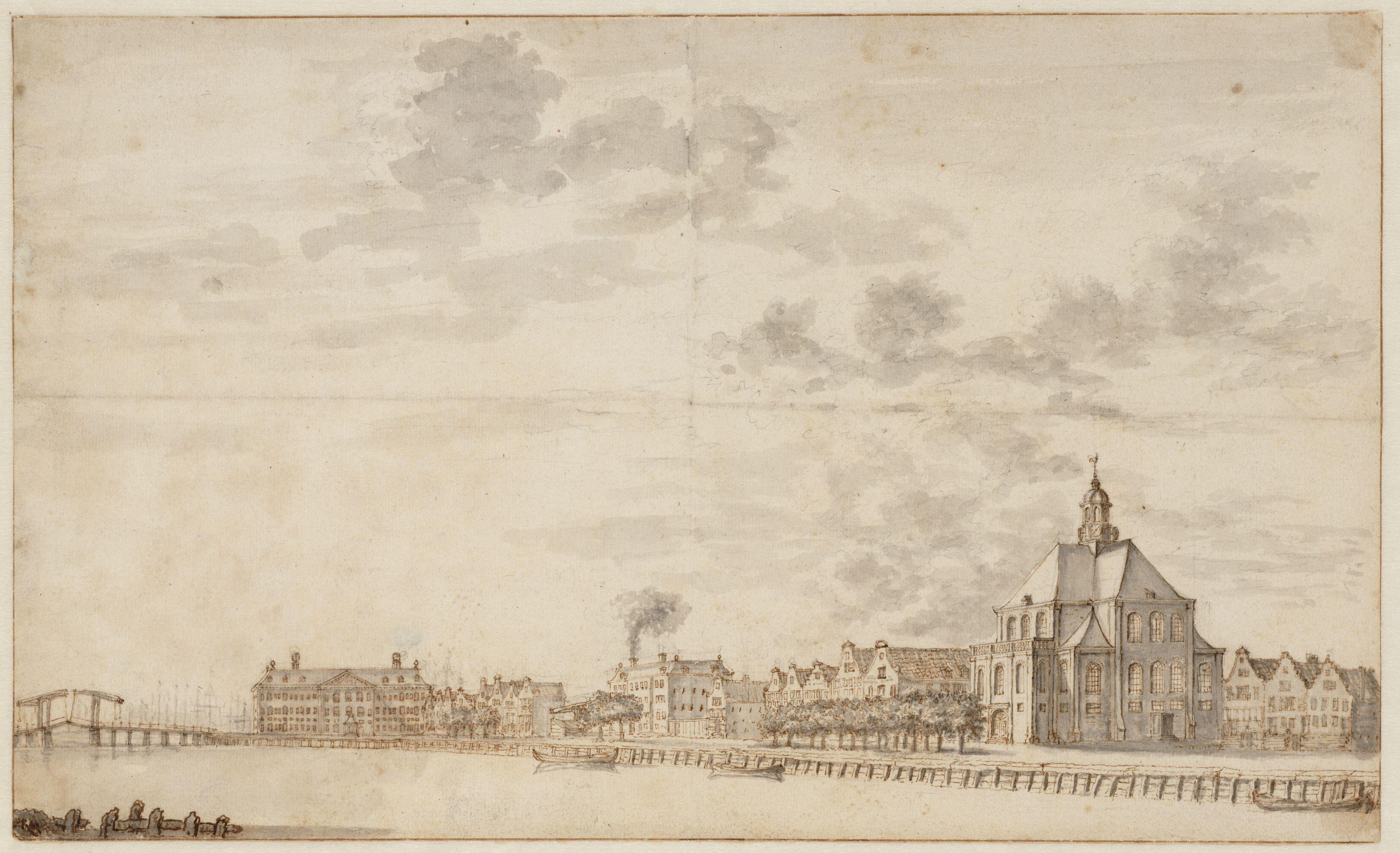
La Oosterkerk e il 's Lands Zeemagazijn ad Amsterdam (1680 circa)

Jan Gabrielszoon Sonjé (Delft, 1625 – Rotterdam, settembre 1707) è stato un pittore olandese del secolo d'oro, specializzato in pittura paesaggistica.

## Biografia
Allievo di Adam Pynacker, divenne membro della Corporazione di San Luca di Delft nel 1646.
Nel 1654 lasciò la sua città natale per Rotterdam, dove rimase fino al 1665, anno in cui trasferì a Dordrecht. In seguito fece ritorno a Rotterdam, dove si associò alla locale Corporazione di San Luca, presiedendola nel 1678, 1686 e 1692.
Soggetti quasi esclusivi delle sue opere furono i paesaggi, spesso all'italiana, fluviali o montuosi e boscosi e vasti, e le architetture. Caratteristici del suo stile sono la luminosità dei cieli e del panorama e lo splendore argenteo delle nubi in contrasto con i mezzi e primi piani cupi, gli alberi ben distinti per tipo e le piccole figure e gli animali così ben rese da ricordare quelle di Karel Dujardin. Dipinse vedute del Reno nello stile di Herman Saftleven II, anche se caratterizzate da una cupa tonalità verde e una minor abilità di manipolazione
Subirono l'influenza del suo stile Gerrit Maes e Pieter van Asch.
Morì, probabilmente a Rotterdam, nel settembre 1707.

## Opere
- Paesaggio montuoso - 1, disegno, 1635, Rijksmuseum, Amsterdam
- Paesaggio montuoso - 2, disegno, 1635, Rijksmuseum, Amsterdam
- Veduta dell'Amstel, disegno, 1635, Rijksmuseum, Amsterdam
- Antico porto di Amsterdam, disegno, 1635, Rijksmuseum, Amsterdam
- La Oosterkerk e il 's Lands Zeemagazijn ad Amsterdam, disegno, 1680 circa